# Tuffi ai III Giochi europei - Piattaforma 10 metri sincro femminile
La competizione della piattaforma 10 metri sincro femminile ai Giochi europei di Kraków Małopolska 2023 si è svolta il 27 giugno 2023, presso l'Arena dei tuffi di Rzeszów, in Polonia. Per la prima volta, i campionati europei di tuffi sono stati integrati nei Giochi europei, la competizione ha quindi assegnato anche il titoli dell'8ª edizione dei campionati europei di tuffi.
La finale si è svolta alle ore 16:00.

## Risultati
| Class   | Nazione       | Tuffattori                          | T1    | T2    | T3    | T4    | T5    | Totale |
| ------- | ------------- | ----------------------------------- | ----- | ----- | ----- | ----- | ----- | ------ |
| Oro     | Germania      | Christina Wassen Elena Wassen       | 48.00 | 50.40 | 60.48 | 63.00 | 75.84 | 297.72 |
| Argento | Ucraina       | Ksenija Bajlo Sofia Esman           | 42.60 | 44.40 | 62.16 | 64.32 | 61.20 | 274.68 |
| Bronzo  | Spagna        | Valeria Antolino Ana Carvajal       | 46.20 | 47.40 | 58.50 | 46.98 | 62.40 | 261.48 |
| 4       | Italia        | Maia Biginelli Elettra Neroni       | 41.40 | 40.20 | 54.00 | 43.20 | 66.24 | 245.04 |
| 5       | Francia       | Jade Gillet Emily Halifax           | 45.60 | 38.40 | 35.28 | 52.08 | 49.92 | 221.28 |
| 6       | Romania       | Ioana Cârcu Nazanin Ellahi          | 33.00 | 39.00 | 53.76 | 43.50 | 42.09 | 211.35 |
| 7       | Grecia        | Stavroula Chalemou Ioanna Karakosta | 41.40 | 39.00 | 40.02 | 47.25 | 42.12 | 209.79 |
| 8       | Gran Bretagna | Maisie Bond Juliette John           | 40.20 | 43.20 | 53.10 | 0.00  | 62.40 | 198.90 |